# Cecil Beaton
Cecil Beaton (właśc. Cecil Walter Hardy Beaton; ur. 14 stycznia 1904 w Londynie; zm. 18 stycznia 1980 w Broad Chalke) – brytyjski kostiumograf i scenograf filmowy i teatralny. Laureat trzech Oscarów: za kostiumy do filmów Gigi (1958) i My Fair Lady (1964) oraz za scenografię do My Fair Lady.
Studiował historię i architekturę w St John’s College na Uniwersytecie w Cambridge . Studia opuścił w roku 1925 bez uzyskania stopnia naukowego.

## Filmografia

### kostiumy
- 1941: Major Barbara
- 1941: Kipps
- 1941: Niebezpieczne światło księżyca (Dangerous Moonlight)
- 1942: Młody Pitt (The Young Mr. Pitt)
- 1944: On Approval
- 1946: Niecierpliwość serca (Beware of Pity)
- 1947: Mąż idealny (An Ideal Husband)
- 1948: Anna Karenina
- 1957: The Truth About Women
- 1958: Gigi
- 1958: Lekarz na rozdrożu (The Doctor's Dilemma)
- 1964: My Fair Lady

### scenografia
- 1958: Gigi
- 1964: My Fair Lady